# Округ Паско (Флорида)
Паско (енгл. Pasco County) округ је у америчкој савезној држави Флорида. По попису из 2010. године број становника је 464.697.

## Демографија
Према попису становништва из 2010. у округу је живело 464.697 становника, што је 119.932 (34,8%) становника више него 2000. године.
| Група             | 2000.           | 2010.           |
| Белци             | 310.066 (89,9%) | 372.239 (80,1%) |
| Афроамериканци    | 7.148 (2,1%)    | 20.700 (4,5%)   |
| Азијати           | 3.251 (0,9%)    | 9.796 (2,1%)    |
| Хиспаноамериканци | 19.603 (5,7%)   | 54.536 (11,7%)  |
| Укупно            | 344.765         | 464.697         |